# Les Eaux-Vives

Brasão

Bandeira

Les Eaux-Vives é um bairro criada em 1798 que já foi uma antiga  comuna suíças de Genebra onde se encontra a Gare des Eaux-Vives.
Depois da partida das tropas francesas, a constituição genebrina de 1814 mantém a comuna. Em 1180 a cidade de Genebra e as comunas de Plainpalais e das Les Eaux-Vives, reúnem-se para construir uma rede de esgotos.

## Turismo
É nas Eaux-Vives que fica situado aquele que é o Ex libris de Genebra, o seu célebre Jet d'Eau. Outros pontos de interesse são o Parque des Eaux-Vives, o Parque La Grange e o Quai Gustave Ador .
Encontra-se em renovação a Gare des Eaux-Vives para se inscrever na rede de transportes CEVA.

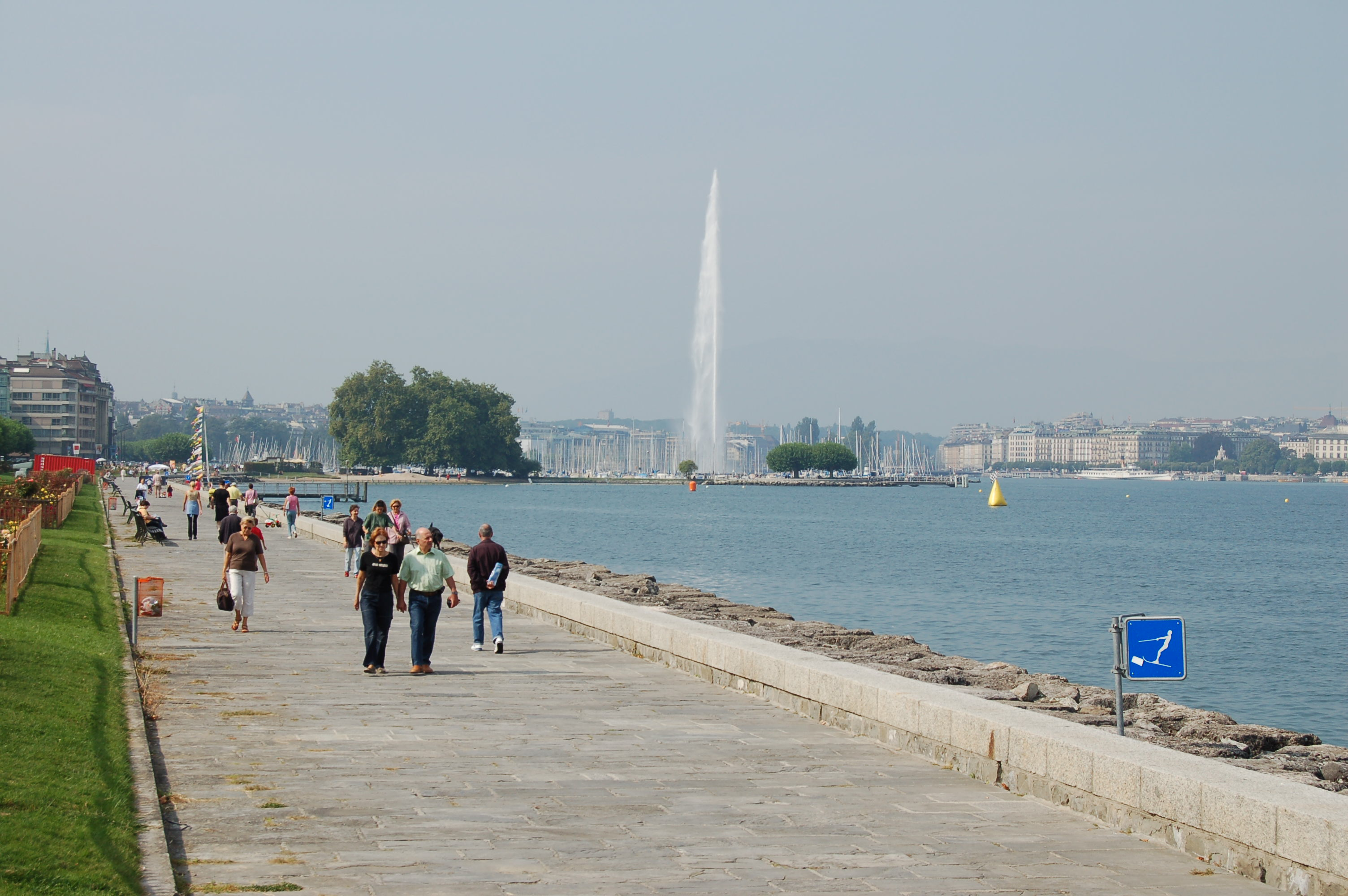
O Jet d'Eau visto do cais das Eaux-Vives

## Fusão
Nos anos 1920 inicia-se a fusão com a cidade de Genebra. Uma primeira votação é rejeitada, mas é finalmente aceite em 1930, o que acaba com a autonomia das Eaux-Vives que é assim integrada á cidade de Genebra em 1931.